# Дьо, Серж
Серж Дьо (фр. Serge Dyot; род. 21 января 1960) — французский дзюдоист, чемпион и призёр чемпионатов Франции, чемпион мира среди военнослужащих, призёр чемпионатов Европы и мира, участник летних Олимпийских игр 1984 года в Лос-Анджелесе.

## Карьера
Выступал в лёгкой (до 71 кг) и полусредней (до 78 кг) весовых категориях. Чемпион (1984 год), серебряный (1980, 1981, 1987) и бронзовый (1982, 1985, 1986) призёр чемпионатов Франции. Дважды (1980 и 1981 годы) становился чемпионом мира среди военнослужащих. Выиграл серебро чемпионата Европы 1984 года в Льеже. Серебряный призёр чемпионата мира 1981 года в Маастрихте. На Олимпийских играх 1984 года Дьо занял 7-е место.